# Гертерих, Людвиг фон
Людвиг фон Ге́ртерих (нем. Ludwig von Herterich, до 1908 Людвиг Гертерих; 13 октября 1856, Ансбах — 25 декабря 1932, Дахау) — немецкий художник и педагог.

## Биография
Людвиг Гертерих родился в семье скульптора и реставратора Франца Гертериха. Его старшим братом был художник Иоганн Каспар Гертерих. В 1872 году Людвиг приехал в Мюнхен и брал уроки рисования у брата. С 1873 года он обучается в классе скульптуры Мюнхенской академии изящных искусств. Позднее преподавал в Штутгарте, в местной художественной школе. С 1898 года — профессор Мюнхенской академии. Среди учеников Людвига Гертериха следует отметить таких мастеров, как Кете Кольвиц, Юлиус Сейлер, Шнеера Г. Коган, Эберхард Энке, Фердинанда Лике, Михайло Милованович.
В 1908 году художник награждается баварским орденом Максимилиана «За заслуги в области науки и искусств», что предоставляло ему право на личное дворянство.
В своём творчестве Л. фон Гертерих занимался преимущественно портретной и исторически-монументальной тематикой. Занимался также художественным дизайном замка Вольфсбрунн в Рудных горах. Один из ярчайших представителей мюнхенской школы живописи.

## Галерея

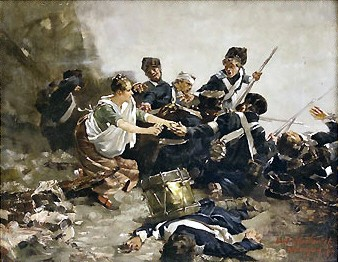
Иоганна Штеген, героиня Люнебургская (1887)
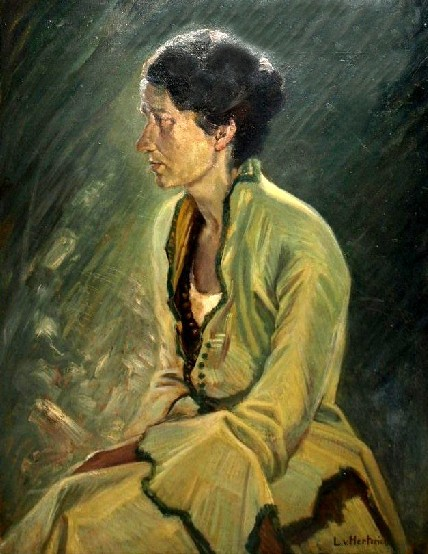
Женский портрет
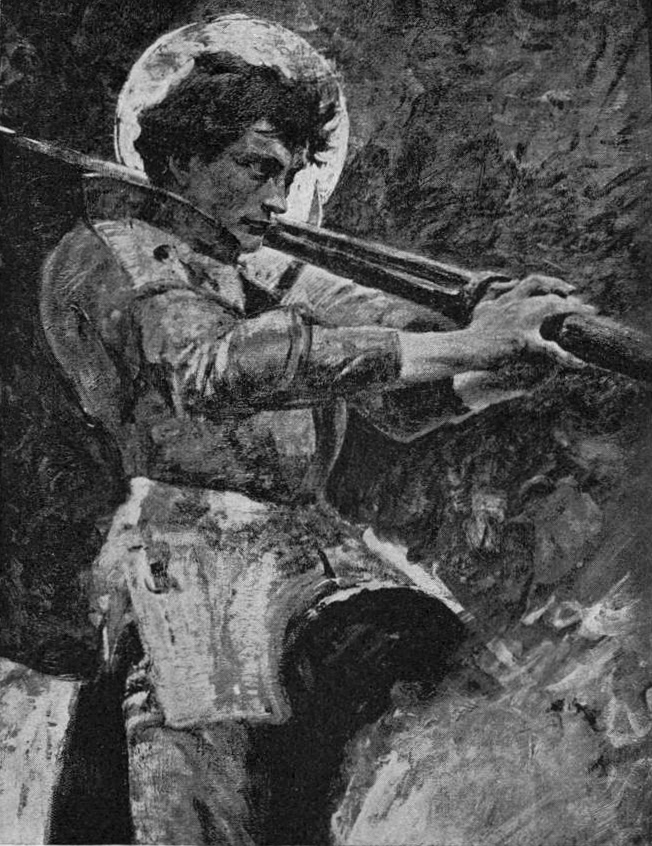
Святой Георгий (1891, Мюнхен, Стеклянный дворец)
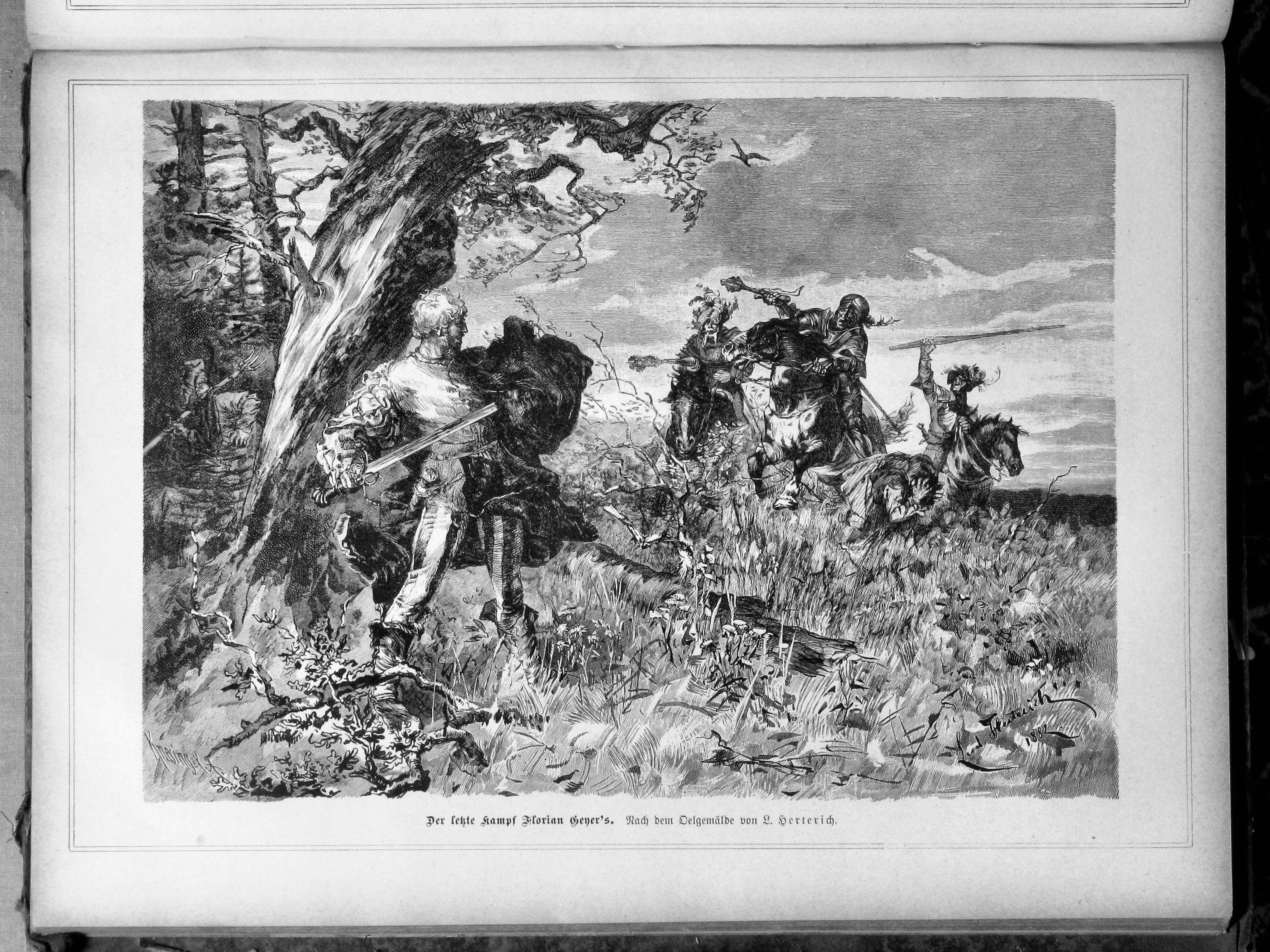
Последний бой Флориана Генера (1883)